# 田畑竜介 おとのおと
『田畑竜介 おとのおと』（たばたりゅうすけ おとのおと）は、2019年4月6日からRKB毎日放送（RKBラジオ）で放送されている音楽番組。

## 概要
RKBテレビの音楽番組「チャートバスターズR!」でMCを務める田畑による音楽番組。毎週1つのアルバムをとりあげての楽曲解説のほか、特定のテーマで田畑が選曲した特集企画などを行う。
放送開始から1年半の2020年9月をもって終了。ただし10月からチャートバスターズR!のラジオ版が木曜23:30 - 24:00に開始されるため、田畑の音楽番組の枠はこちらに引き継がれることになった。

## 放送時間
- 土曜日 22:00 - 22:30（JST。2019年4月6日 - 2020年9月26日）

ただしRKBエキサイトホークスとの兼ね合いで放送枠の移動や休止が生じる場合がある。

## パーソナリティ
- 田畑竜介